# كاميرون كلين
كاميرون كلين (بالإنجليزية: Cameron Clyne)‏ هو مصرفي أسترالي، ولد في 21 مارس 1968.